# Sympiesis laevifrons
Sympiesis laevifrons är en stekelart som beskrevs av Kamijo 1965. Sympiesis laevifrons ingår i släktet Sympiesis och familjen finglanssteklar. Inga underarter finns listade i Catalogue of Life.